# قينرجة (تكاب)
قينرجة هي قرية في مقاطعة تكاب، إيران. يقدر عدد سكانها بـ 854 نسمة بحسب إحصاء 2016.